# Pieralberto Carrara
Pieralberto Carrara (Bergamo, 14 febbraio 1966) è un ex biatleta italiano.

## Biografia
Originario di Serina, ha fatto parte della squadra nazionale italiana di biathlon dal 1982 al 2000 attraverso il Gruppo Sportivo Forestale. In Coppa del Mondo ha esordito nel 1986 nell'individuale di Feistritz, chiuso al 59º posto, e ha conquistato la prima vittoria, nonché primo podio, nel 1990 nell'individuale di Ruhpolding. È andato costantemente a punti durante la sua carriera, riuscendo a salire diverse volte sul podio: grazie a questi risultati arrivò 3º nella classifica generale nel 1992-1993, 4º nel 1995-1996 e 5º nel 1990-1991.
Ha partecipato a quattro edizioni dei Giochi olimpici invernali: Calgary 1988 (13º nella 10 km sprint), Albertville 1992 (41º nella 10 km sprint, 4º nella staffetta 4 x 7,5 km), Lillehammer 1994 (23º nella 10 km sprint, 15º nella 20 km individuale, 6º nella staffetta 4 x 7,5 km) e Nagano 1998 (10º nella 10 km sprint, argento nella 20 km individuale, 9º nella staffetta 4 x 7,5 km). Ai Mondiali ha ottenuto cinque medaglie (tre d'oro e due di bronzo), tutte in gare a squadre visto che in quegli anni l'Italia vantava un collettivo non indifferente. Oltre i grandi risultati a livello mondiale arrivò per tre volte primo ai Campionati italiani.

## Palmarès

### Olimpiadi
- 1 medaglia:
  - 1 argento (individuale[3] a Nagano 1998)

### Mondiali
- 5 medaglie:
  - 3 ori (staffetta a Minsk/Oslo/Kontiolahti 1990; staffetta[3] a Borovec 1993; gara a squadre[3] a Canmore 1994)
  - 2 bronzi (gara a squadre[3] a Ruhpolding 1996; staffetta[3] a Osrblie 1997)

### Coppa del Mondo
- Miglior piazzamento in classifica generale: 3º nel 1993
- 12 podi (8 individuali, 4 a squadre[4]), oltre a quelli conquistati in sede olimpica e iridata e validi anche ai fini della Coppa del Mondo:
  - 2 vittorie (individuali)
  - 6 secondi posti (4 individuali, 2 a squadre)
  - 4 terzi posti (2 individuali, 2 a squadre)

#### Coppa del Mondo - vittorie
| Data            | Località   | Nazione  | Specialità |
| --------------- | ---------- | -------- | ---------- |
| 17 gennaio 1991 | Ruhpolding | Germania | IN         |
| 23 gennaio 1993 | Anterselva | Italia   | SP         |

Legenda:

IN = individuale

SP = sprint

### Campionati italiani
- 10 medaglie:
  - 3 ori (individuale nel 1995; individuale, sprint nel 1996)
  - 3 argenti (individuale nel 1994; sprint nel 1997; inseguimento nel 1999)
  - 4 bronzi (individuale nel 1990; sprint nel 1991; sprint nel 1992; sprint nel 1994)